# 中台禪寺事件
中台山剃度風波，又稱為中台禪寺事件，是1996年台灣發生的宗教事件。1996年9月1日，在一次南投縣埔里鎮中台禪寺的佛學夏令營後，約有四十多位大學女生及部分社會人士，在未事先知會家人的情況下集體剃度出家修行。後因家人尋找失蹤不歸的孩子，且有母親赴中台禪寺尋找，並經新聞媒體報導才由社會得知。
台灣藝人黃安的妹妹也在集體剃度學生之中，在事後仍保持出家。
宗教學者江燦騰在三立新聞台節目《54新觀點》表示，當初是因為釋惟覺急需更多的幹部來管理精舍，所以才在短時間內剃度多人出家。